# 圣于连德沙兹
圣于连德沙兹（法語：Saint-Julien-des-Chazes，法語發音：[sɛ̃ ʒyljɛ̃ de ʃaz]）是法国上卢瓦尔省的一个市镇，位于该省中部偏西南，属于布里尤德区。

## 地理
圣于连德沙兹（45°2'48"N, 3°35'0"E）面积6.63 平方千米，位于法国奥弗涅-罗讷-阿尔卑斯大区上盧瓦爾省，该省份为法国中南部省份，北起多姆山省和卢瓦尔省，西接康塔爾省，南至洛泽尔省，东临阿尔代什省。
与圣于连德沙兹接壤的市镇（或旧市镇、城区）包括：尚特日、沙赖、佩布拉克、普拉德、阿列河畔圣阿尔孔、圣贝兰、锡欧格圣玛丽。
圣于连德沙兹的时区为UTC+01:00、UTC+02:00（夏令时）。

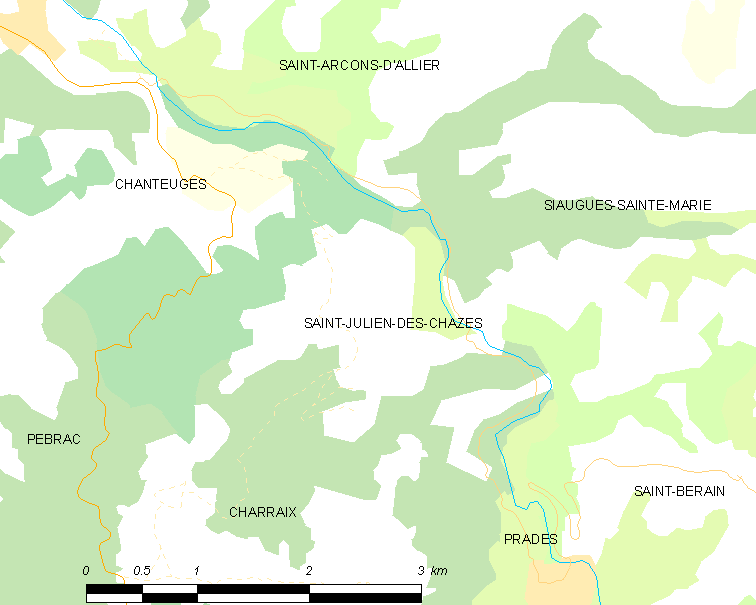
圣于连德沙兹的OSM定位图

## 行政
圣于连德沙兹的邮政编码为43300，INSEE市镇编码为43202。

## 政治
圣于连德沙兹所属的省级选区为阿列峡-热沃当县。

## 人口

1962-2008年间圣于连德沙兹人口变化图示

圣于连德沙兹于2022年1月1日时的人口数量为54人。